# Поплавський Олександр Митрофанович
Олександр Митрофанович Поплавський (13 березня 1914, село Крутий Берег, тепер у межах міста Полтави Полтавської області — 17 квітня 2009, місто Москва) — радянський партійний діяч, 1-й заступник керуючого справами ЦК КПРС. Кандидат у члени ЦК КПРС у 1981—1986 роках.

## Життєпис
Трудову діяльність розпочав у 1932 році завідувачем магазину сільпо на Полтавщині. У 1935—1936 роках — технік по госпрозрахунку ливарного цеху Полтавського паровозоремонтного заводу.
У 1937 році закінчив Полтавський тепломеханічний технікум.
У 1937—1939 роках — технічний керівник (технорук) лікеро-горілчаного заводу міста Улан-Уде Бурят-Монгольської АРСР.
У 1939—1944 роках — головний інженер, директор лікеро-горілчаного заводу міста Чити.
Член ВКП(б) з 1943 року.
У 1944—1950 роках — директор лікеро-горілчаного заводу міста Миколаєва; директор лікеро-горілчаного заводу міста Одеси.
У 1950—1956 роках — керуючий спиртотресту міста Іркутська.
У 1956—1960 роках — директор лікеро-горілчаного заводу міста Сталінграда.
У 1957 році закінчив Московський заочний економічний інститут.
У 1960—1961 роках — директор господарства «Пушкіно» Управління справами ЦК КПРС.
З 1961 року — заступник завідувача, з 1968 року — завідувач господарським відділом Управління справами  ЦК КПРС.
З грудня 1975 по 1985 рік — 1-й заступник керуючого справами ЦК КПРС.
З 1985 року — персональний пенсіонер союзного значення в Москві.
Помер 17 квітня 2009 року. Похований в Москві на Троєкуровському цвинтарі.

## Нагороди
- орден Жовтневої Революції
- орден «Знак Пошани»
- медалі